# Luikse Republiek
De Luikse Republiek was een korte staatkundige onderbreking van het Prinsbisdom Luik tijdens de Luikse Revolutie van augustus 1789 tot januari 1791.
Hoewel de Franse Revolutie duidelijk de Luikse had beïnvloed, had deze laatste haar eigen oorzaken en leidde deze twee jaar eerder dan in Frankrijk tot de stichting van een republiek, afschaffing van de standenmaatschappij en een secularisatie van al het kerkelijk bezit. Een groep burgers en arbeiders uit Luik en Verviers dwong prins-bisschop Cesar van Hoensbroeck op 18 augustus 1789 het reglement van 1684 in te trekken, waardoor hij niet langer edicten mocht uitvaardigen en nieuwe magistraten moest aanstellen. Een week later besloot de prins-bisschop te vluchten en was de republiek een feit. Jacques Joseph Fabry werd een van de belangrijkste politieke leiders, die een centrumpartij vormde en burgemeester van Luik werd. Op 16 september nam het congres te Polleur naar Frans model een verklaring van de rechten van de mens en de burger aan.
In november bezetten Pruisische troepen de hoofdstad en andere grote steden van de Luikse Republiek, formeel om te bemiddelen tussen revolutionairen enerzijds en de Westfaalse Kreits - die de prins-bisschop in ballingschap steunden - anderzijds. Pruisen had er echter in feite ook belang bij om te voorkomen dat de Oostenrijkers de Brabantse Omwenteling zouden neerslaan en hun gezag in de Zuidelijke Nederlanden te herstellen; door het machtsvacuüm in Luik op te vullen, vormde Pruisen een verdedigingslinie voor de Verenigde Nederlandse Staten en zette daarmee Oostenrijk een hak.

Naarmate de Luikse en vooral de Franse Revolutie vorderden, werden zij echter te radicaal en liberaal naar de zin van zowel Pruisen als Oostenrijk, die conservatief waren. Pruisen zegde zijn steun aan de Luikse Republiek op door met Oostenrijk op 27 juli 1790 de Conventie van Reichenbach aan te gaan. Na het vertrek van de Pruisische troepen werd er een Luiks vrijwilligersleger opgezet, dat echter geen weerstand kon bieden toen een grote Oostenrijkse krijgsmacht op 12 januari 1791 Luik hernam en een einde maakte aan de Luikse Republiek.
De revolutionaire leiders vluchtten voor een groot deel naar Frankrijk en ijverden op hun beurt in ballingschap voor hun Luikse zaak. In januari 1792 werd in Parijs een Comité der Vereenigde Nederlanders en Luykenaers (ook wel vereenigd Comité der beyde Natien, Frans: Comité général des Belges et Liégeois Unis) opgericht, dat een onafhankelijke republiek naar Frans model nastreefde. Frankrijk, dat pas in september 1792 een republiek werd en ernaar streefde om de Zuidelijke Nederlanden te annexeren, stelde deze plannen echter ondergeschikt aan zijn imperialistische idealen en deelde het "bevrijde" Luik in 1795 op in drie departementen die bij de Franse Republiek werden ingelijfd.